# Lijst van personen overleden in november 2018
Dit is een lijst van bekende personen die zijn overleden in november 2018.

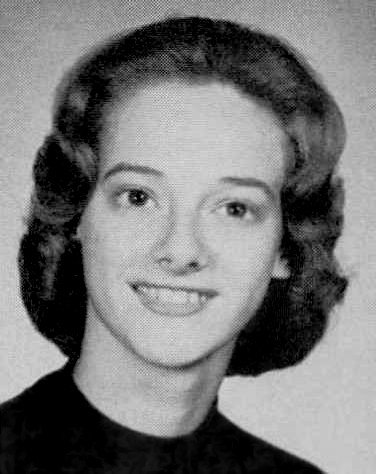
Sondra Locke
3 november

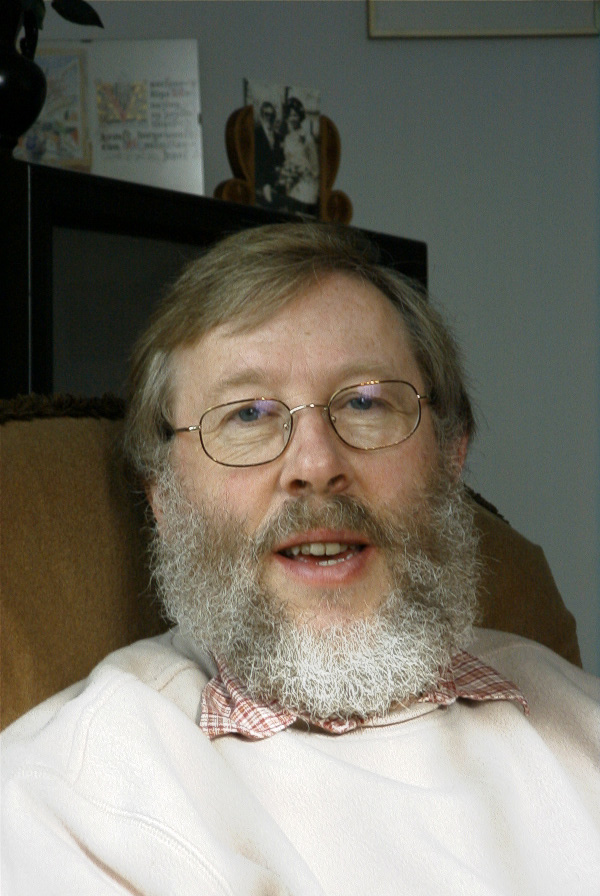
Flip Veldmans
3 november

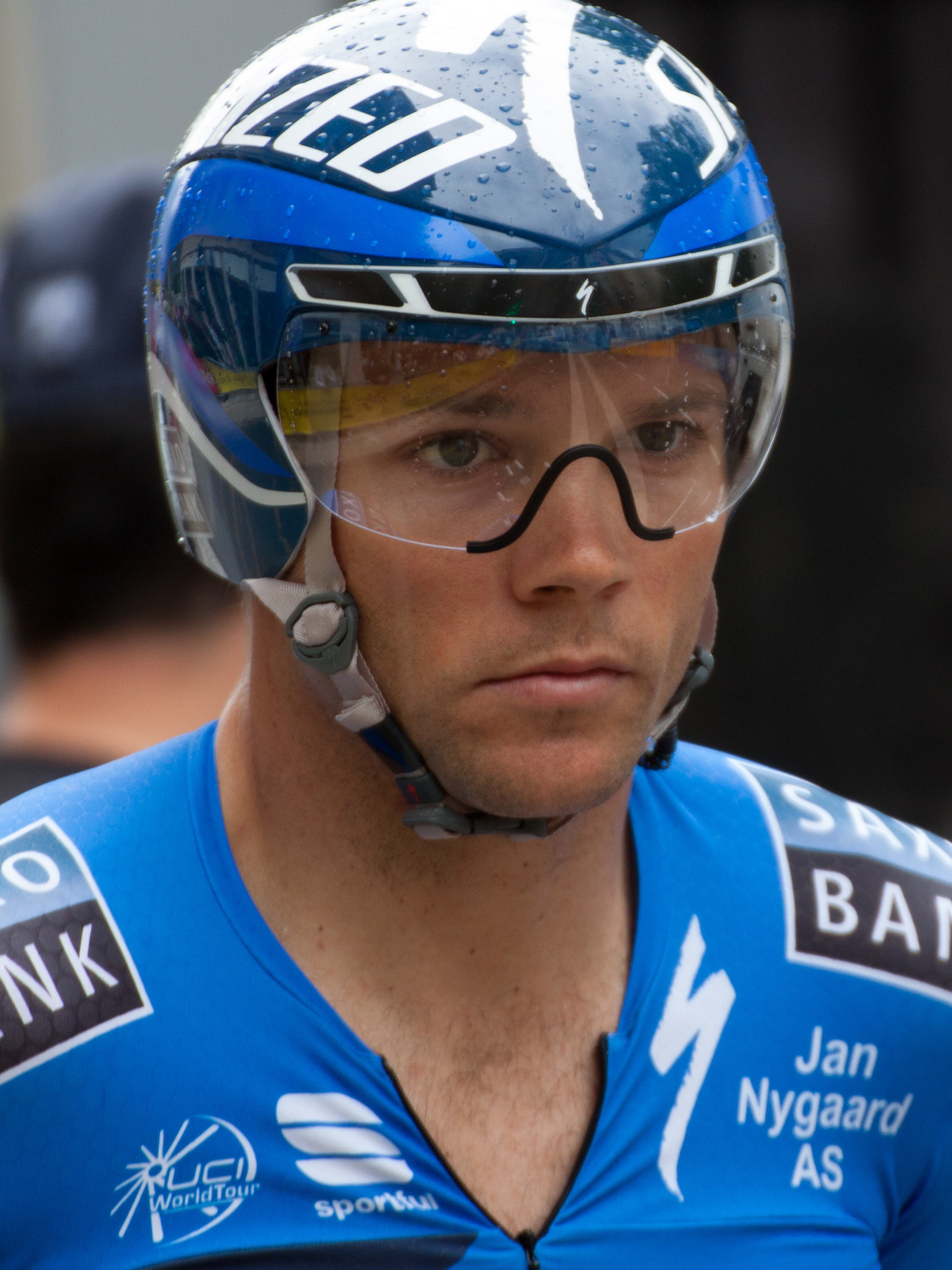
Jonathan Cantwell
6 november

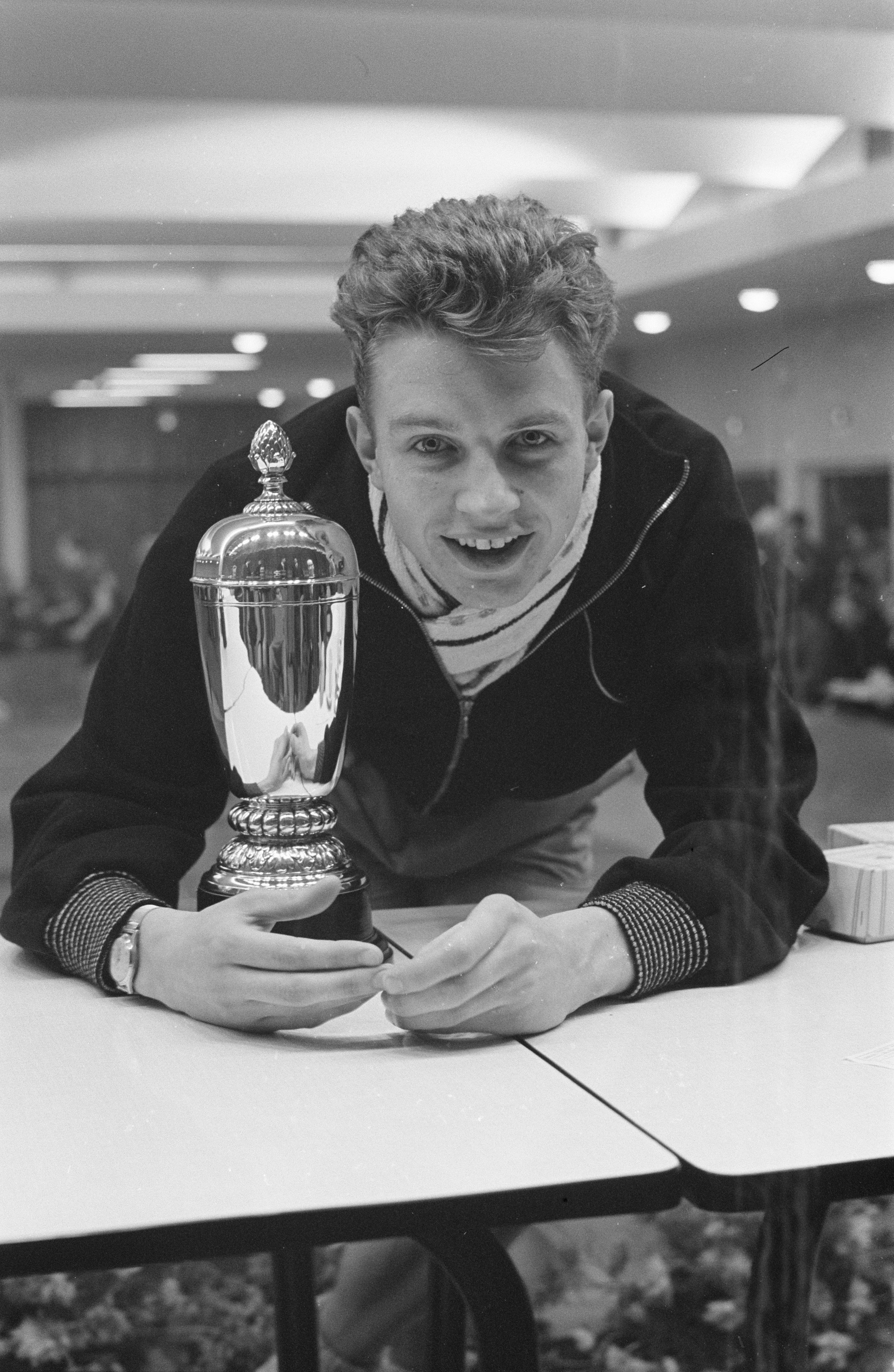
Bert Onnes
10 november

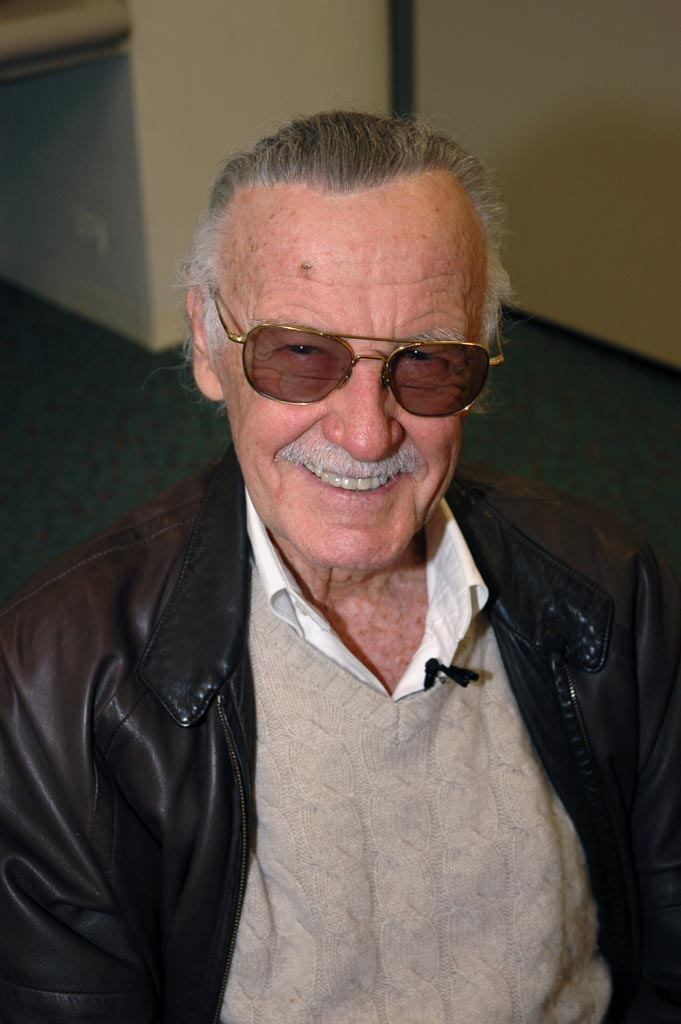
Stan Lee
12 november

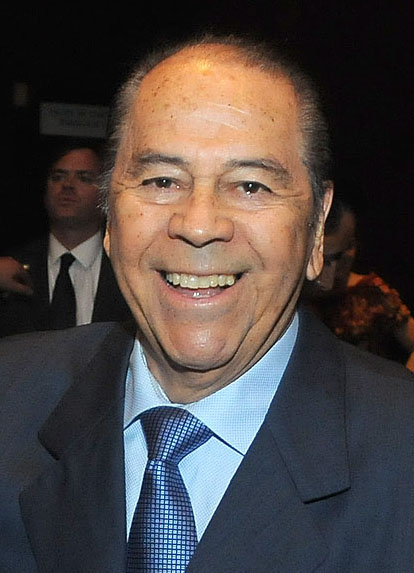
Lucho Gatica
13 november

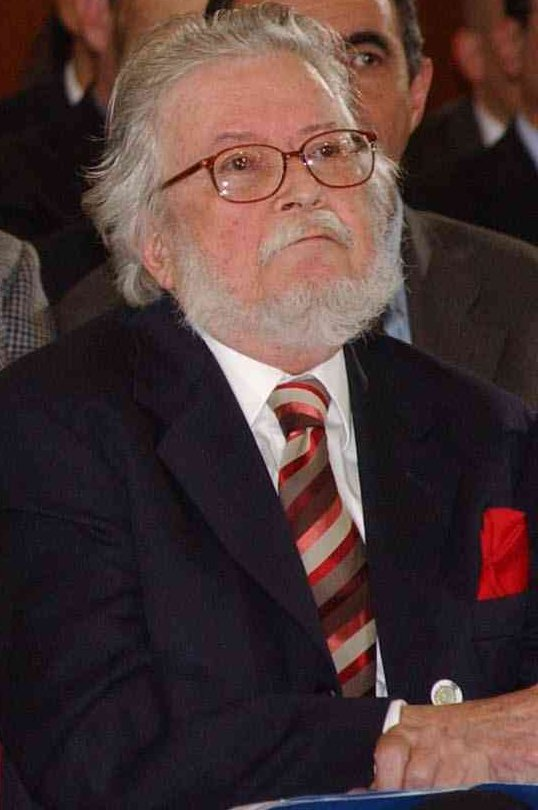
Fernando del Paso
14 november

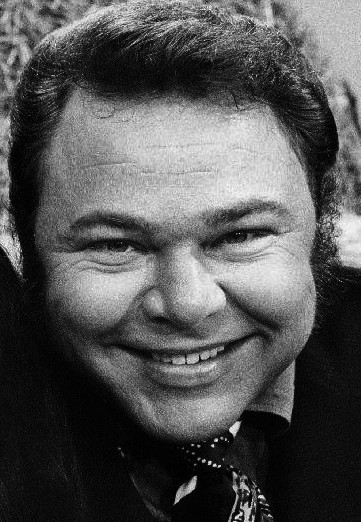
Roy Clark
15 november

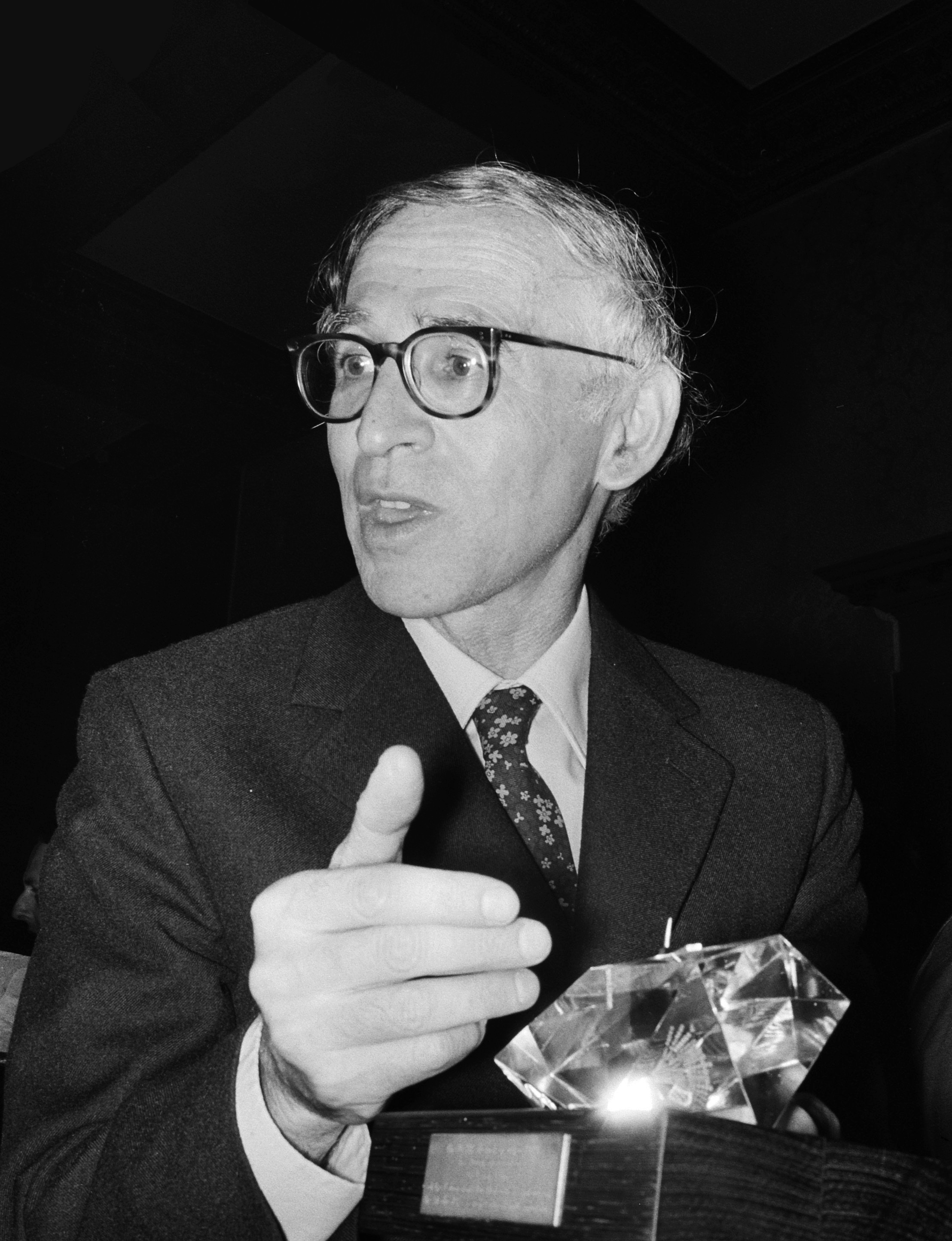
Aaron Klug
20 november

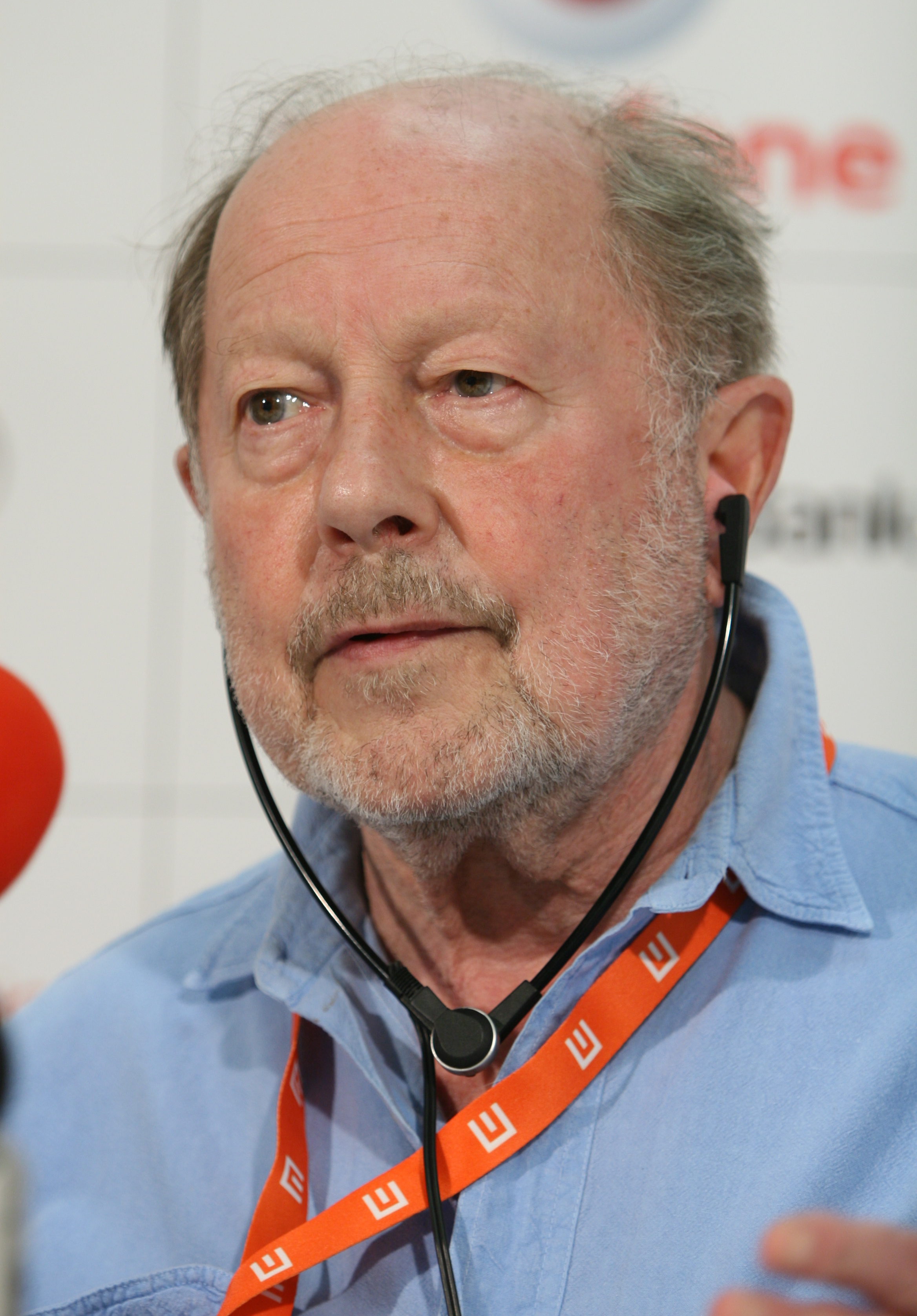
Nicolas Roeg
23 november

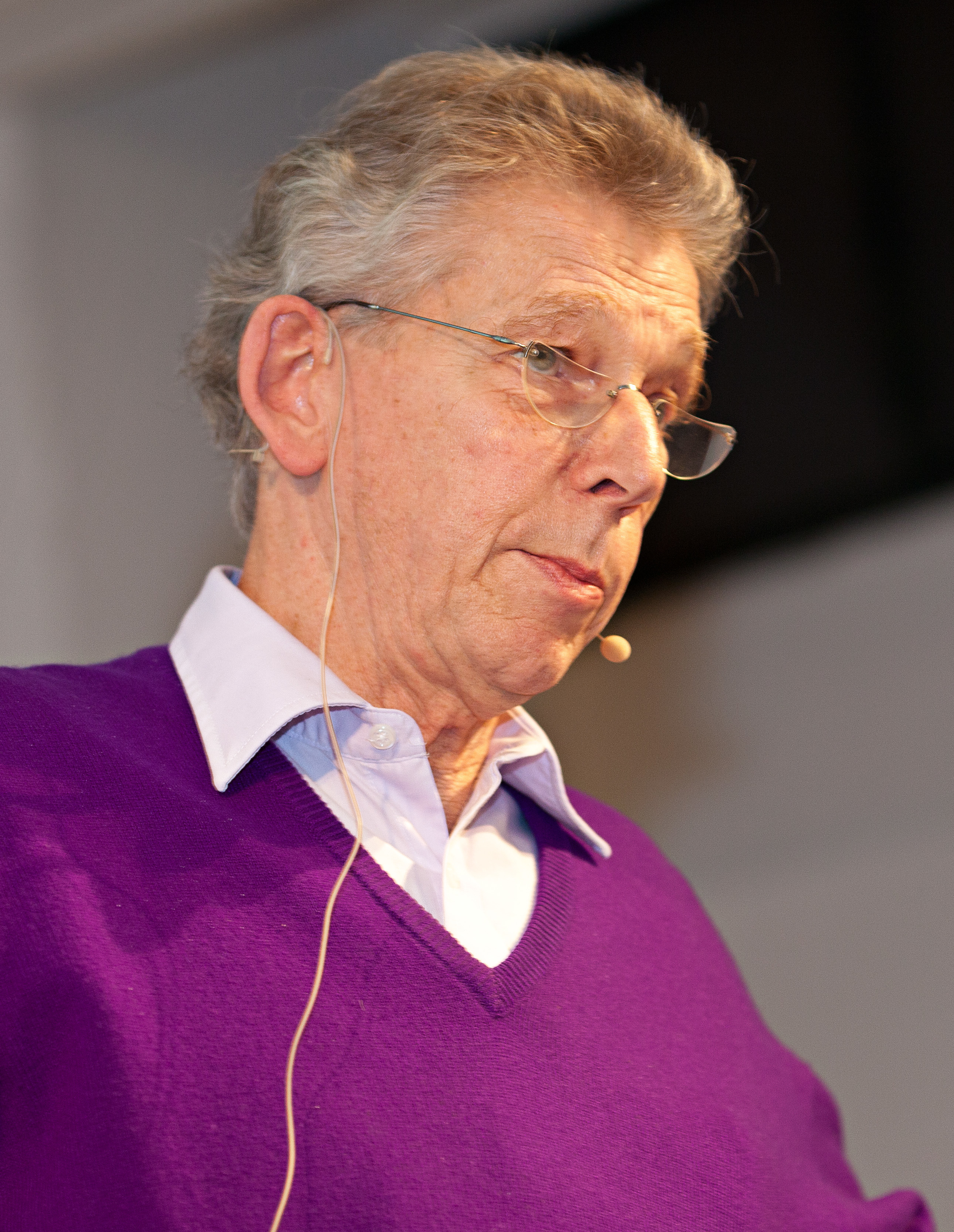
Gerard Unger
23 november

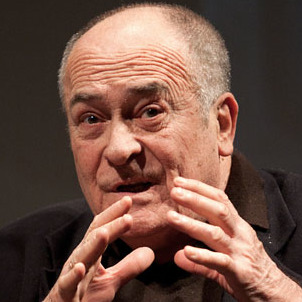
Bernardo Bertolucci
26 november

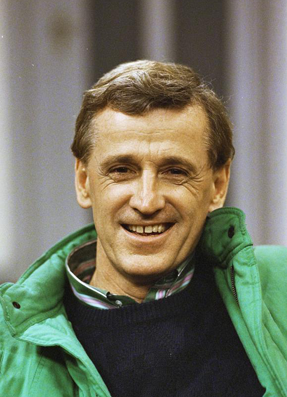
Manfred de Graaf
27 november

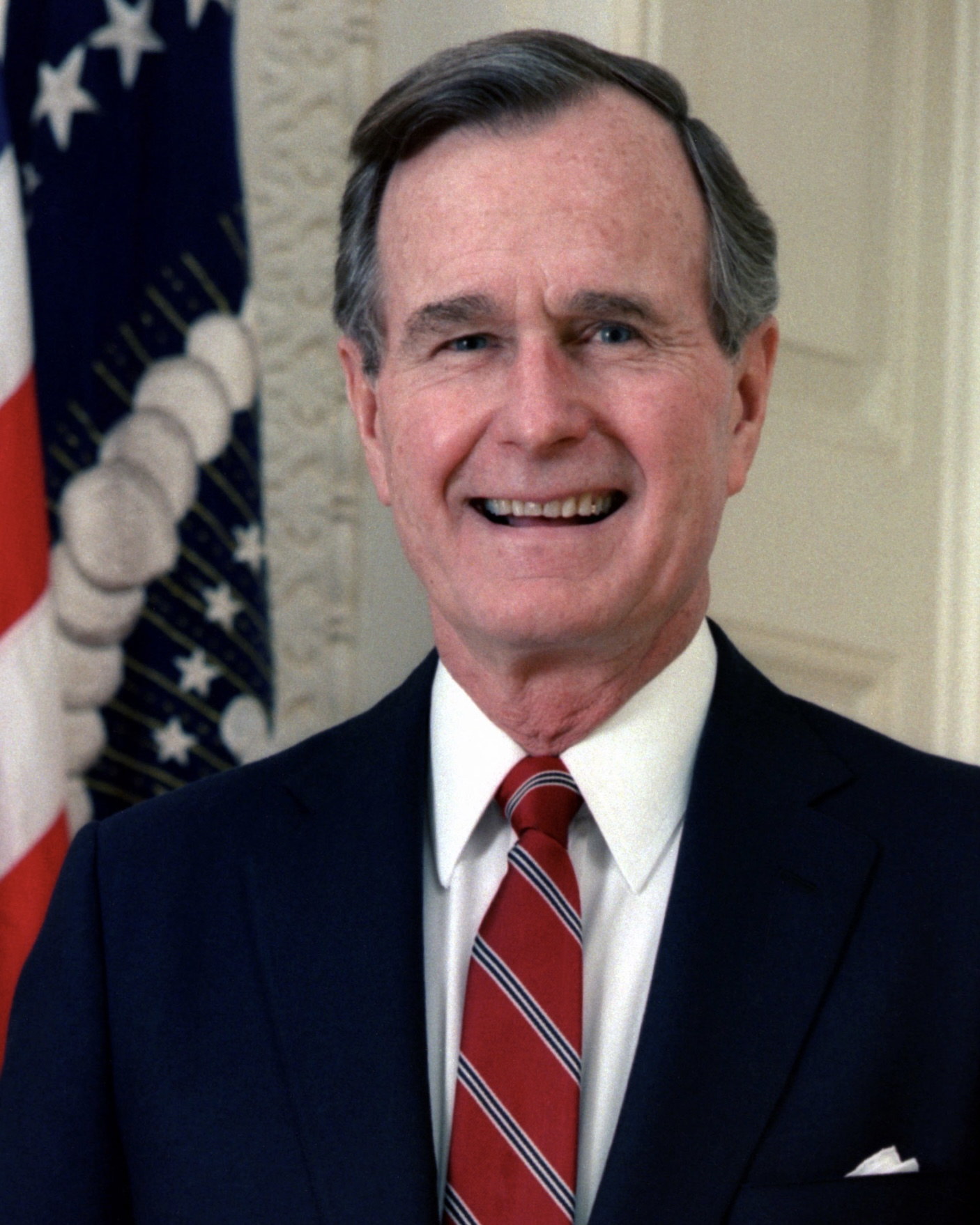
George H.W. Bush
30 november

| 1 | 2 | 3 | 4 | 5 | 6 | 7 | 8 | 9 | 10 | 11 | 12 | 13 | 14 | 15 | 16 | 17 | 18 | 19 | 20 | 21 | 22 | 23 | 24 | 25 | 26 | 27 | 28 | 29 | 30 |
| - | - | - | - | - | - | - | - | - | -- | -- | -- | -- | -- | -- | -- | -- | -- | -- | -- | -- | -- | -- | -- | -- | -- | -- | -- | -- | -- |

### 1 november
- Carlo Giuffrè (89), Italiaans acteur[1]
- Roland Rotty (78), Belgisch voetballer en voetbaltrainer[2]
- Ken Swofford (85), Amerikaans acteur[3]

### 2 november
- Naftali Bon (73), Keniaans atleet[4]
- Raymond Chow (91), Chinees filmproducent en presentator[5]
- Christian Daghio (49), Italiaans thaibokser[6]
- Roy Hargrove (49), Amerikaans jazztrompettist[7]
- Torben Jensen (74), Deens acteur[8]
- Maulana Samiul Haq (80), Pakistaans geestelijke en politicus[9]
- Glenn Schwartz (78), Amerikaans muzikant[10]

### 3 november
- Mari Hulman George (83), Amerikaans sportbestuurder[11]
- Maria Guinot (73), Portugees zangeres[12]
- Sondra Locke (74), Amerikaans actrice[13]
- Flip Veldmans (69), Nederlands organist en componist[14]

### 4 november
- Gian Luca Barandun (24), Zwitsers alpineskiër[15]
- Aafje Looijenga-Vos (90), Nederlands kristallograaf en hoogleraar[16]
- Douglas Turner (86), Amerikaans roeier[17]

### 5 november
- Vinod Agarwal (63), Indiaas zanger[18]
- Bernard Landry (81), Canadees politicus[19]

### 6 november
- Jonathan Cantwell (36), Australisch wielrenner[20]
- Jose Lothario (83), Mexicaans showworstelaar[21]
- Hugh McDowell (65), Brits cellist[22]
- Dave Morgan (74), Brits autocoureur[23]

### 7 november
- Francis Lai (86), Frans componist[24]

### 8 november
- Bartolomé Bennassar (89), Frans schrijver[25]

### 9 november
- Roland Mahauden (76), Belgisch acteur en regisseur[26]
- Robert Urbain (87), Belgisch politicus[27]

### 10 november
- Raffaele Baldassarre (62), Italiaans politicus[28]
- Konrad Gisler (94), Zwitsers politicus[29]
- André van Noord (54), Nederlands model en kunstfotograaf[30]
- Bert Onnes (80), Nederlands tafeltennisser[31]
- Marc Wilmet (80), Belgisch taalwetenschapper[32]

### 11 november
- George Gelernter (85), Amerikaans acteur[33]
- Joop Hueting (91), Nederlands militair en psycholoog[34]
- Kurt Kaiser (82), Amerikaans componist en muzikant[35]
- Wayne Maunder (80), Amerikaanse acteur[36]
- Douglas Rain (90), Canadees (stem)acteur[37]
- Jaap Valken (92), Nederlands politiefunctionaris[38]

### 12 november
- Stan Lee (95), Amerikaans schrijver en stripauteur[39]
- Gérard Mertens (100), Nederlands politicus[40]
- David Pearson (83), Amerikaans autocoureur[41]

### 13 november
- Lucho Gatica (90), Chileens zanger, filmacteur en tv-presentator[42]
- Katherine MacGregor (93), Amerikaans actrice[43]

### 14 november
- Rolf Hoppe (87), Duits acteur[44]
- Fernando del Paso (83), Mexicaans schrijver[45]
- Tim Stockdale (54), Brits springruiter[46]
- Gottfried Weilenmann (98), Zwitsers wielrenner[47]
- Douglas Wright (62), Nieuw-Zeelands danser en choreograaf[48]

### 15 november
- John Bluthal (89), Brits acteur[49]
- Anne Carroll (78), Brits actrice[50]
- Roy Clark (85), Amerikaans countrymuzikant[51]
- Takayuki Fujikawa (56), Japans voetballer[52]
- William Goldman (87), Amerikaans schrijver[53]
- Sonny Knowles (86), Iers zanger[54]
- Zjores Medvedev (93), Sovjet-Georgisch agronoom, bioloog, historicus en dissident[55]
- Jane Wenham (90), Brits actrice[56]

### 16 november
- Alec Finn (74), Iers folkmuzikant[57]

### 17 november
- Eduard von Falz-Fein (106), Liechtensteins zakenman, journalist en sportman[58]
- Jerry Frankel (88), Amerikaans theaterproducent en -regisseur[59]
- Cheng Kaijia (100), Chinees kernfysicus[60]
- Alyque Padamsee (87), Indiaas acteur en reclamefilmmaker[61]

### 18 november
- Ethel Ayler (88), Amerikaans actrice[62]
- Héctor Beltrán Leyva (56), Mexicaans drugscrimineel[63]
- Peter Peryer (77), Nieuw-Zeelands fotograaf[64]
- Jennie Stoller (72), Brits actrice[65]

### 19 november
- Dominique Blanchar (91), Frans actrice[66]
- Alfred Evers (83), Belgisch politicus[67]
- Apisai Ielemia (63), Tuvaluaans politicus[68]
- Leo Mariën (84), Belgisch atleet[69]
- Witold Sobociński (89), Pools cameraman[70]

### 20 november
- Roy Bailey (83), Brits muzikant[71]
- Aaron Klug (92), Litouws-Brits scheikundige en biochemicus[72]
- Dietmar Schwager (78), Duits voetballer[73]

### 21 november
- Michele Carey (75), Amerikaans actrice[74]
- Wolfram Kopfermann (80), Duits theoloog[75]
- Igor Korobov (62), Russisch inlichtingenofficier[76]

### 22 november
- Andrzej Fischer (66), Pools voetballer[77]
- Richard Philippe (28), Frans autocoureur[78]

### 23 november
- Bernard Gauthier (94), Frans wielrenner[79]
- Bujor Hălmăgeanu (77), Roemeens voetballer en voetbalcoach[80]
- Nicolas Roeg (90), Brits filmregisseur[81]
- Martin Tissing (82), Nederlands kunstschilder[82]
- Gerard Unger (76), Nederlands letterontwerper[83]

### 24 november
- Harold Farberman (89), Amerikaans dirigent, componist en slagwerker[84]
- Ricky Jay (72), Amerikaans goochelaar en acteur[85]
- Věra Růžičková (90), Tsjecho-Slowaaks turnster[86]
- Jacquelien de Savornin Lohman (85), Nederlands hoogleraar, senator en cabaretière[87]

### 25 november
- Norio Maeda (83), Japans jazzmusicus en -componist[88]
- Eva Probst (88), Duits actrice[89]

### 26 november
- Bernardo Bertolucci (77), Italiaans regisseur[90]
- Luc Deflo (60), Belgisch schrijver[91]
- Willy Desaeyere (76), Belgisch volksvertegenwoordiger en hoogleraar[92]
- Stephen Hillenburg (57), Amerikaans animator[93]

### 27 november
- Manfred de Graaf (79), Nederlands acteur[94]
- Johnny Maddox (91), Amerikaans pianist[95]

### 28 november
- Robert Morris (87), Amerikaans beeldend kunstenaar[96]
- Roger Neumann (77), Amerikaans jazzmusicus en -componist[97]

### 29 november
- Eline Brune (52), Belgisch schrijfster en journaliste[98]
- Hans Maier (102), Nederlands waterpolospeler[99]
- Viktor Matvijenko (70), Oekraïens voetballer[100]

### 30 november
- George H.W. Bush (94), Amerikaans politicus en diplomaat[101]
- Pälden Gyatso (85), Tibetaans boeddhistisch monnik[102]

### Datum onbekend
- Yammie Lam (55), Hongkongs actrice (lichaam gevonden 3 november)[103]
- Raymond Vincent (75), Belgisch violist en tekstschrijver[104]

januari ·
februari ·
maart ·
april ·
mei ·
juni ·
juli ·
augustus ·
september ·
oktober ·
november ·
december
1900 ·
1901 ·
1902 ·
1903 ·
1904 ·
1905 ·
1906 ·
1907 ·
1908 ·
1909 ·
1910 ·
1911 ·
1912 ·
1913 ·
1914 ·
1915 ·
1916 ·
1917 ·
1918 ·
1919 ·
1920 ·
1921 ·
1922 ·
1923 ·
1924 ·
1925 ·
1926 ·
1927 ·
1928 ·
1929 ·
1930 ·
1931 ·
1932 ·
1933 ·
1934 ·
1935 ·
1936 ·
1937 ·
1938 ·
1939 ·
1940 ·
1941 ·
1942 ·
1943 ·
1944 ·
1945 ·
1946 ·
1947 ·
1948 ·
1949 ·
1950 ·
1951 ·
1952 ·
1953 ·
1954 ·
1955 ·
1956 ·
1957 ·
1958 ·
1959 ·
1960 ·
1961 ·
1962 ·
1963 ·
1964 ·
1965 ·
1966 ·
1967 ·
1968 ·
1969 ·
1970 ·
1971 ·
1972 ·
1973 ·
1974 ·
1975 ·
1976 ·
1977 ·
1978 ·
1979 ·
1980 ·
1981 ·
1982 ·
1983 ·
1984 ·
1985 ·
1986 ·
1987 ·
1988 ·
1989 ·
1990 ·
1991 ·
1992 ·
1993 ·
1994 ·
1995 ·
1996 ·
1997 ·
1998 ·
1999 ·
2000 ·
2001 ·
2002 ·
2003 ·
2004 ·
2005 ·
2006 ·
2007 ·
2008 ·
2009 ·
2010 ·
2011 ·
2012 ·
2013 ·
2014 ·
2015 ·
2016 ·
2017 ·
2018 ·
2019 ·
2020 ·
2021 ·
2022 ·
2023 ·
2024 ·
2025